# 屈洛昔芬
屈洛昔芬（INN：Droloxifene，或称为3-羟基他莫昔芬，缩写3-OHT）是一种含氮有机化合物，化学式C
26H
29NO
2，属于三苯乙烯类的非甾体选择性雌激素受体调节剂（SERM）。